# Slot Nymphenburg

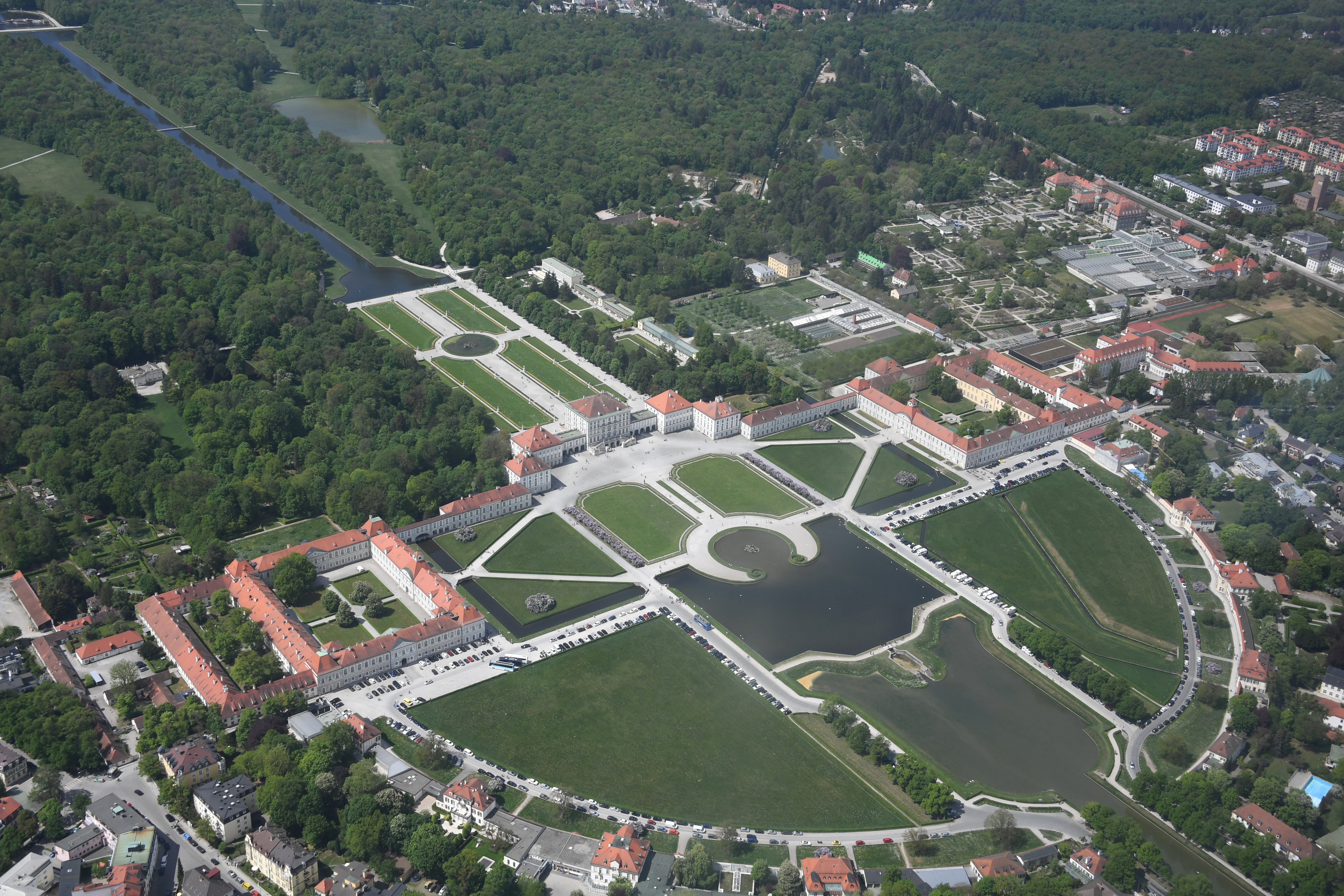
Luchtfoto Slot Nymphenburg met de tuinen en het kanaal en het waterbassin

Slot Nymphenburg (Duits: Schloss Nymphenburg) is een barok slot in de Duitse stad München, dat vroeger de zomerresidentie vormde van het Beierse Hof. Aan de westzijde sluit het Slotpark Nymphenburg erop aan.

## Geschiedenis
Het paleis werd in 1664 ontworpen door de Italiaanse architect Agostino Barelli in opdracht van de Wittelsbachse keurvorst Ferdinand Maria van Beieren. Het was een geschenk aan zijn echtgenote Henriëtte Adelheid (van Savoye) na de geboorte van hun zoon en troonopvolger Maximiliaan II Emanuel. Het centrale paviljoen werd voltooid in 1675. De centrale inkomhal, de Steinerner Saal, beslaat drie verdiepingen en heeft fresco's van de broers Zimmerman en ornamenten van François de Cuvilliés. Het jachtpaviljoen van Amalienburg in rococostijl, in het park, is ook ontworpen door de Cuvilliés. Max Emanuel begon na zijn aantreden als keurvorst in 1701 met de uitbreiding van het paleis. Hij liet aan de noord- en zuidzijde nog twee paviljoens bouwen door de Zwitserse architecten Enrico Zuccalli en Giovanni Antonio Viscardi. Later werd het zuidelijke paviljoen verder uitgebreid met een aantal paardenstallen voor het hof en werd het noordelijke paviljoen ter compensatie uitgebreid met een oranjerie. Max' zoon Karel(VII), de keizer van het Heilige Roomse Rijk, liet ten slotte een grote cirkel met barokke landhuizen (de Schlossrondell) aanleggen.
In 1716 werd de gevel door de Duitse architect Joseph Effner herontworpen in Franse barokke stijl met de toevoeging van pilasters. In 1826 lieten de eigenaren door de Duitse architect Leo von Klenze de frontalen met het familiewapen verwijderen en in plaats daarvan een attiek direct onder het dak bevestigen.
Met het Verdrag van Nymphenburg in juli 1741 verbonden Frankrijk, Spanje, Beieren en Saksen zich met Pruisen tegen Oostenrijk. In 1747 stichtte Maximiliaan III Jozef hier de Nymphenburgse Porseleinfabriek. In 1825 stierf Maximiliaan I Jozef op het slot en in 1845 werd zijn achterkleinzoon Lodewijk er geboren. Hij sloot in 1863 op het slot een vriendschapsverdrag met Otto von Bismarck. Met de Novemberrevolutie in 1918 kwam het slot in handen van de kroondomeinen en werd ten slotte staatseigendom. De Wittelsbachers behielden echter het recht om in de drie centrale gebouwen te mogen blijven wonen. Ook nu nog woont de huidige patriarch van de familie, Franz van Beieren, in een bijgebouw van het slot.
Gedurende de Tweede Wereldoorlog bleef het slot, afgezien van een voltreffer in de slotkapel, vrij van schade. In 1972 werden voor de coulissen van het slot de paardenrenwedstrijden van de Olympische Zomerspelen gehouden.